# Johan Capiot
Johan Capiot (Rijkhoven, 12 april 1964) is een voormalig Belgisch wielrenner. Zijn zoon, Amaury Capiot, is ook wielrenner.
Hij was professioneel wielrenner van 1986 tot 2000. Hij bracht driemaal de Brabantse Pijl op zijn naam, tweemaal het Omloop het Volk en won in 1991 ook Parijs-Tours. Op 30 april 2000 zette Capiot, na afloop van de wielervoorjaar 2000, een punt achter zijn wielerloopbaan. Daarop werd Capiot actief als ploegleider. Hij begon bij TVM-Farm Frites (2000), om daarna drie jaar (2001-2003) voor Bankgiroloterij aan de slag te gaan. In 2004 was hij sportdirecteur bij de Chocolade Jacques.
In 2013 raakte Capiot in opspraak. Rudi Kemna, oud-renner van de BankGiroLoterij-ploeg, noemde hem als de aanstichter en het brein achter het dopinggebruik in die ploeg. Capiot zou onder meer "groene zones" hebben geïntroduceerd, periodes waarin renners niet koersten omdat ze aan een epo-kuur zaten.

## Belangrijkste overwinningen
1984
- Nationaal Kampioenschap, Op de weg, Elite zonder contract

1987
- Veenendaal-Veenendaal

1988
- Brabantse Pijl

1989
- Brabantse Pijl

1990
- Omloop Het Volk

1991
- Parijs-Tours

1992
- Brabantse Pijl
- Omloop Het Volk
- Fayt-le-Franc
- Le Samyn

1994
- Fayt-le-Franc
- Clásica de Almería
- Le Samyn

1995
- Fayt-le-Franc
- Le Samyn

## Resultaten in voornaamste wedstrijden
| Jaar | Ronde van Italië | Ronde van Frankrijk | Ronde van Spanje |
| ---- | ---------------- | ------------------- | ---------------- |
| 1986 |                  |                     |                  |
| 1987 | 131e             | opgave              |                  |
| 1988 |                  |                     |                  |
| 1989 |                  | buiten tijd         |                  |
| 1990 |                  | opgave              |                  |
| 1991 | opgave           |                     |                  |
| 1992 |                  | opgave              |                  |
| 1993 |                  | opgave              |                  |
| 1994 |                  | opgave              |                  |
| 1995 | opgave           |                     |                  |
| 1996 |                  |                     |                  |
| 1997 |                  |                     |                  |
| 1998 |                  |                     |                  |
| 1999 |                  |                     |                  |

| Jaar | Milaan-San Remo | Gent-Wevelgem | Ronde van Vlaanderen | Parijs-Roubaix | Amstel Gold Race | Parijs-Brussel | Omloop Het Volk | Brabantse Pijl |  | Wereldranglijsten |
| ---- | --------------- | ------------- | -------------------- | -------------- | ---------------- | -------------- | --------------- | -------------- |  | ----------------- |
| 1986 |                 | 14e           |                      | 56e            | 17e              | Brons          |                 | 12e            |  |                   |
| 1987 | 34e             |               |                      |                |                  |                | 15e             |                |  |                   |
| 1988 |                 | 80e           |                      |                | 84e              | 99e            |                 | Goud           |  |                   |
| 1989 |                 | 11e           | 12e                  | 47e            |                  | 5e             | 11e             | Goud           |  |                   |
| 1990 |                 | 139e          | 78e                  |                | 93e              |                | Goud            | Zilver         |  |                   |
| 1991 |                 | 15e           |                      |                |                  | 9e             |                 |                |  |                   |
| 1992 | 189e            | Zilver        | 27e                  | ↑              |                  | 31e            | Goud            | Goud           |  |                   |
| 1993 | 78e             | 6e            | 10e                  | 13e            |                  | 4e             | 5e              | 10e            |  |                   |
| 1994 | 63e             | 95e           | 5e                   | 6e             |                  |                | 9e              |                |  |                   |
| 1995 | 108e            | 25e           | 19e                  | 5e             |                  | 8e             |                 |                |  | 17e (UWB)         |
| 1996 |                 | 8e            | 23e                  | 29e            |                  | 5e             | 9e              |                |  |                   |
| 1997 |                 | Brons         | 17e                  | 13e            |                  |                | ↑               |                |  |                   |
| 1998 |                 | 36e           |                      | 31e            |                  |                | 40e             |                |  |                   |
| 1999 |                 |               |                      | 39e            |                  |                |                 |                |  |                   |